# Casanova de Serentill
Casanova de Serentill és una masia situada al municipi de Lladurs, a la comarca catalana del Solsonès.